# 马肾果
马肾果（学名：Aglaia testicularis）为楝科米仔兰属下的一个种。

## 扩展阅读
- 維基物種上的相關：马肾果